# Mai-Li Bernard
Mai-Li Bernard est une illustratrice et auteure de bande dessinée française née en 1986 à Hanoï, au Vietnam.

## Biographie
Mai-Li Bernard a fait une mise à niveau en Arts appliqués avant d'étudier à l’École européenne supérieure de l’image d’Angoulême, de 2005 à 2010. Elle a ensuite bénéficié d'une résidence à la Maison des Auteurs d'Angoulême et a été deux fois lauréate au Concours Jeunes Talent du Festival d'Angoulême,.

## Publications

### Bande dessinée
Participations aux revues, fanzines et collectifs Modern Spleen, Buen Dolor, Dédales, Parade, Mon Lapin, DMPP, Polychromies, etc.
- Pigmentation d'un discours amoureux, Dédales Editions, 2013.
- Mortelle vinasse, The Hoochie Coochie, 2015 - Sélection officielle du Festival d'Angoulême 2016[5].

### Album jeunesse
- Le monde des archi-fourmis (illustrations) avec Alex Chauvel (texte), éditions Amaterra, 2017[6].